# James Henry Mapleson
James Henry Mapleson (Coronel Mapleson) (Londres, 4 de maig de 1830 - Londres, 14 de novembre de 1901) va ser un empresari d'òpera anglès, probablement la figura més important en el desenvolupament de la producció d'òpera i de les carreres dels cantants a Londres i a Nova York en la segona meitat del segle xix.